# Belá nad Cirochou
Belá nad Cirochou (in ungherese Cirókabéla) è un comune della Slovacchia facente parte del distretto di Snina, nella regione di Prešov.

## Storia
Venne menzionato per la prima volta nel 1451.